# 東吳八絕
東吳八绝（又說江南八絕），三国时孙吴精于书、画、棋和占候的八人，这些诸类顶尖高手并称八绝。
- 皇象，广陵郡江都（今江苏省扬州市）人，字休明，善书法，善章草，工八分，篆体精能，当时中原书法家不能及；
- 嚴武，彭城（今江苏省徐州市）人，字子卿，围棋莫能比；
- 宋寿，善於占梦，据称十不失一；
- 曹不興，善画，孙权派他画屏风；
- 郑妪，孤城（今浙江省湖州市南）妇女，能相人；
- 吳範，会稽郡上虞（今浙江省上虞市）人，善知风气；
- 劉惇，平原郡（今山东省平原县）人，通天象占卜；
- 趙達，河南郡（今河南省洛阳市）人，精通九宫一算之术。